# Cerasela Iosifescu
Cerasela Iosifescu (n. 7 octombrie 1966, Coteana, județul Olt) este o actriță română de teatru și de film, absolventă a IATC, București (1991) la clasa profesoarei Sanda Manu. Cerasela Iosifescu a fost încă de la absolvire actriță a Teatrului Nottara din București, debutând cu rolul Reginei Maria din piesa Regele moare de Eugen Ionescu, în regia lui Dominic Dembinski.

## Carieră artistică
Deși nu a părăsit definitiv Teatrul Nottara, din septembrie 2002 lucrează pentru Teatrul Național „Marin Sorescu” din Craiova, unde a lucrat cu regizorii Mircea Cornișteanu, Gisèle Sallin, Yannis Paraskevopoulos și Silviu Purcărete, jucând roluri precum sunt Catarina din Îmblânzirea scorpiei de William Shakespeare, Thérèse din Thérèse Raquin de Émile Zola, Medeea din piesa omonimă Medeea de Euripide sau Mariana din Măsură pentru măsură de William Shakespeare.
Din ianuarie 2024, la Teatrul Bulandra, interpretează rolul Iocastei din piesa Oedip de Robert Icke, după Sofocle, în regia lui Andrei Șerban.

## Filmografie
- 1990 – Cine are dreptate?
- 1993 – Crucea de piatră - Lulu, prostituata care cooperează cu Puzderie
- 1996 – Asfalt Tango
- 1999 – Faimosul paparazzo - asistenta medicală de la Clinica de chirurgie
- 2002 – Binecuvântată fii, închisoare
- 2005 – Moartea domnului Lăzărescu - asistenta de la Spitalul Filaret
- 2007 – 4 luni, 3 săptămâni și 2 zile
- 2008 – O zi bună de plajă - Lili
- 2009 – Medalia de onoare - funcționara de la Ministerul Apărării
- 2012 – După dealuri